# St Albans

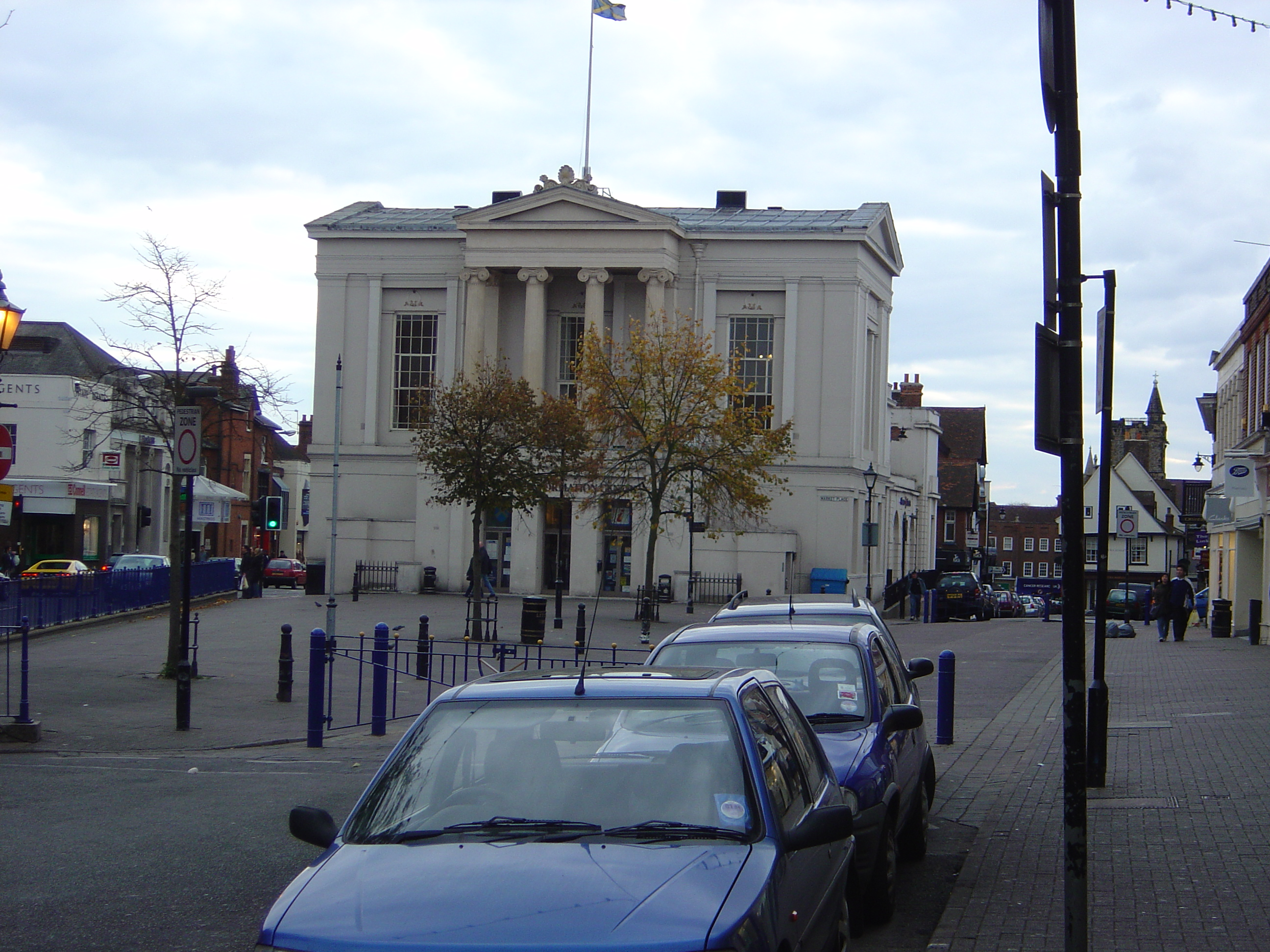
Ratusz w St Albans

St Albans (czasem jako Saint Albans, łac. Villa Albani lub Villa Sancti Albani) – miasto (city) w Wielkiej Brytanii, w Anglii, w południowej części hrabstwa Hertfordshire, w dystrykcie City of St. Albans.
Położone jest w dolinie rzeki Ver (dorzecze Tamizy), ok. 32 km na północny zachód od Londynu. W 2011 roku liczyło 82 146 mieszkańców.
W czasie panowania rzymskiego miasto, znane jako Verulamium, było największym po Londynie (Londinium) ośrodkiem.
W mieście rozwinął się przemysł poligraficzny oraz elektrotechniczny.

## Nazwa

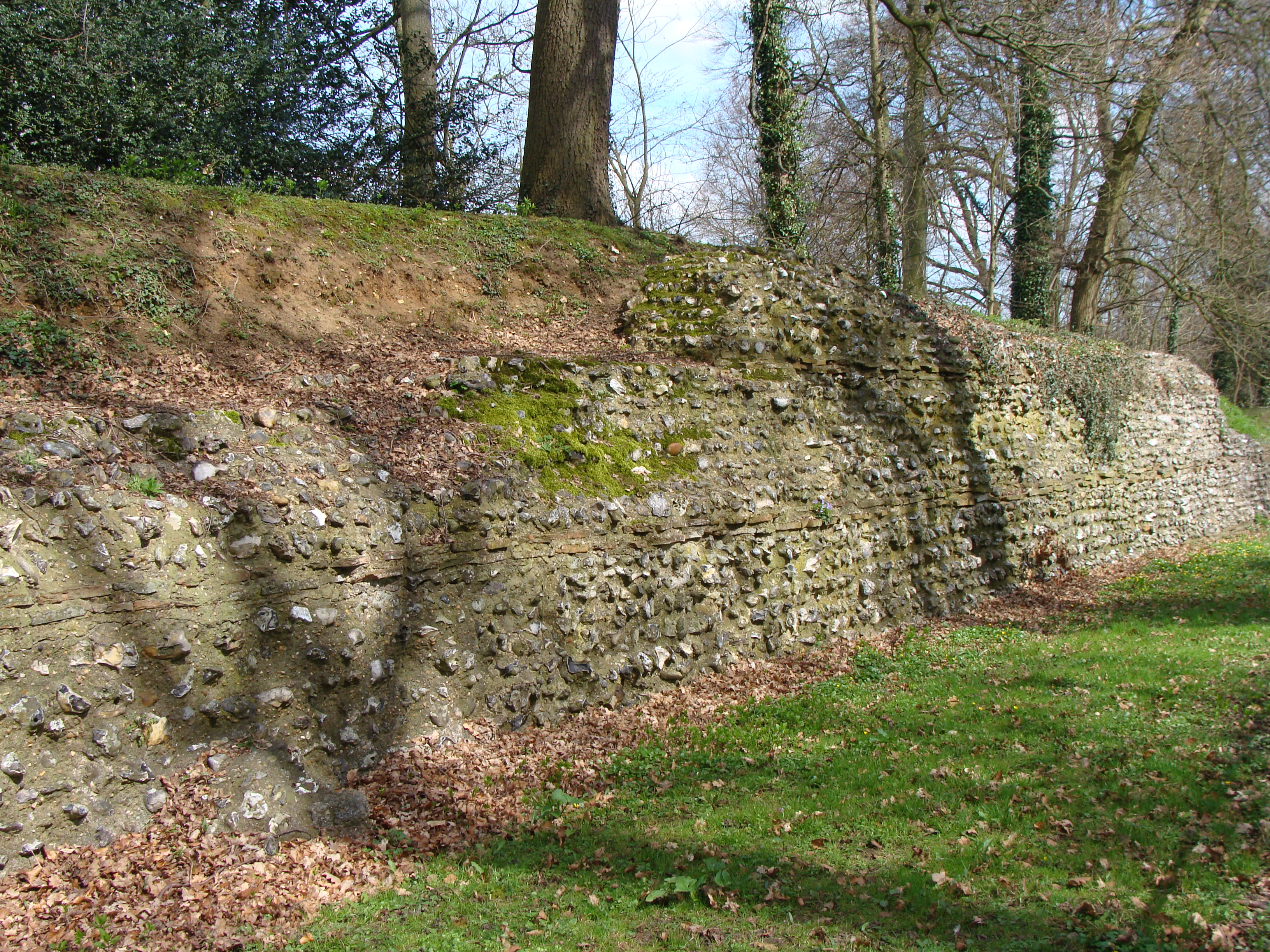
Fragment murów rzymskiego Verulamium

W okresie rzymskim miasto znane było jako Verulamium; nazwa ta pochodziła od osady zwanej Verlamion – głównego ośrodka plemienia Catuvellauni. Po opuszczeniu miasta przez Rzymian, funkcjonowało ono pod jedną z dwóch saksońskich nazw: Verlamchester lub Watlingchester (Wæclingacæster). Obecna nazwa – St Albans – nawiązuje do św. Albana, pierwszego angielskiego chrześcijańskiego męczennika, ściętego ok. 324 r. przez Rzymian.

## Administracja
Miasto St Albans jest częścią dystryktu niemetropolitalnego City of St. Albans.

### Okręgi wyborcze
Miasto i dystrykt dzieli się na 20 okręgów wyborczych:
| - Ashley - Batchwood - Clarence - Colney Heath - Cunningham - Harpenden East - Harpenden North - Harpenden South - Harpenden West - London Colney | - Marshalswick North - Marshalswick South - Park Street - Redbourn - Sandridge - Sopwell - St Peters - St Stephen - Verulam - Wheathampstead |

### Rada miasta i dystryktu
58 członków Rady Miasta i Dystryktu wybieranych jest w wyborach powszechnych. Rada wybiera spośród swoich członków Przewodniczącego Rady (ang. Mayor). Aktualną przewodniczącą St Albans jest Annie Brewster.

## Demografia
Według Domesday Book („Księgi Sądu Ostatecznego”) miasto liczyło ok. 500 mieszkańców w roku 1086.
Populacja miasta St Albans (ang. Borough of St Albans) w latach 1801–1971:

### 1801–1971
| Rok  | Liczba ludności | Przyrost (%) |
| ---- | --------------- | ------------ |
| 1801 | 3038            | —            |
| 1811 | 3653            | 20,2         |
| 1821 | 4472            | 22,4         |
| 1831 | 4772            | 6,7          |
| 1841 | 6497            | 36,1a        |
| 1851 | 7000            | 7,7          |
| 1861 | 7675            | 9,6          |
| 1871 | 8298            | 8,1          |
| 1881 | 10 931          | 31,7b        |
| 1891 | 12 898          | 18,0         |
| 1901 | 16 019          | 24,2         |
| 1911 | 18 133          | 13,2         |
| 1921 | 25 593          | 41,1c        |
| 1931 | 28 624          | 11,8         |
| 1939 | 42 450          | 48,3d        |
| 1951 | 44 0983         | 3,9          |
| 1961 | 50 293          | 14,0e        |
| 1971 | 52 174          | 3,7          |

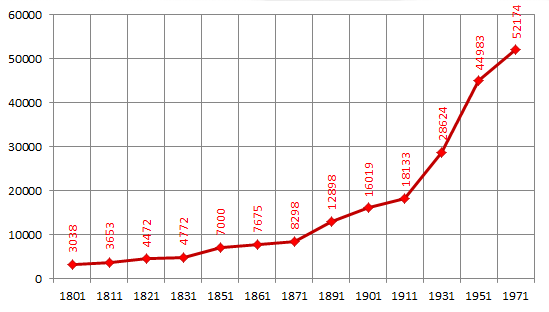
Populacja St Albans w latach 1801–1971

a) W roku 1835 poszerzono granice miasta.

b) W roku 1841 poszerzono granice miasta.

c) W roku 1913 poszerzono granice miasta.

d) W roku 1933 zredukowano granice miasta.

e) W roku 1955 zmieniono granice miasta.

### 1961–2001

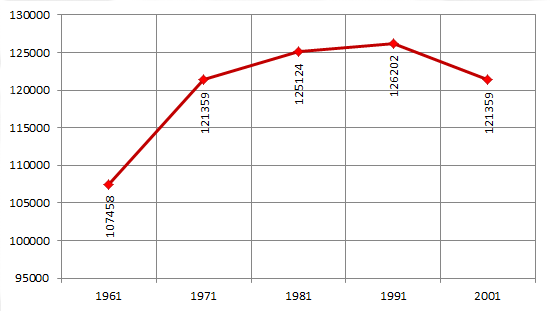
Populacja Miasta i Dystryktu St Albans w latach 1961–2001

Populacja Miasta i Dystryktu St Albans (ang. City and District of St Albans). W roku 1974 zmieniono podział administracyjny. Dane dla lat 1961 i 1971 odnoszą się do obszaru nowego Miasta i Dystryktu St Albans.
| Rok  | Liczba ludności | Przyrost (%) |
| ---- | --------------- | ------------ |
| 1961 | 107 458         | —            |
| 1971 | 121 359         | 12,9         |
| 1981 | 125 124         | 3,1          |
| 1991 | 126 202         | 0,9          |
| 2001 | 121 359         | 2,2          |

## Lokalne media
W St Albans działają lokalne rozgłośnie radiowe: „Radio Verulam” i „Herts Mercury 96.6” oraz ukazują się dwa tygodniki: „St Albans & Harpenden Review” oraz „Herts Advertiser”.

## Historia

### Verlamion
Pierwsze znane osadnictwo w rejonie St Albans to osada z epoki żelaza datowana na koniec I wieku p.n.e. i początkiem I wieku n.e. Badania wykonane w latach 30. XX wieku wykazały, iż osada usytuowana była w dzisiejszym lesie Prae Wood (na północny zachód od Bluehouse Hill Road, przy Hampstead Road). Późniejsze ekspertyzy wykazały, że osadnictwo rozciągało się w dolinie rzeki Ver, w miejscu gdzie powstało późniejsze miasto rzymskie.
Osada nosiła nazwę Verlamion, co prawdopodobnie oznaczało „nad stawem” ze względu na istniejący w okolicy dzisiejszego lasu Prae Wood staw. Na lokalnych monetach z okresu przedrzymskiego pojawia się nazwa Verlamio.
Verlamion, obok Camulodunum (dzisiejsze miasto Colchester), był największym ośrodkiem Brytanii i głównym ośrodkiem plemienia Catuvellauni.

### Verulamium

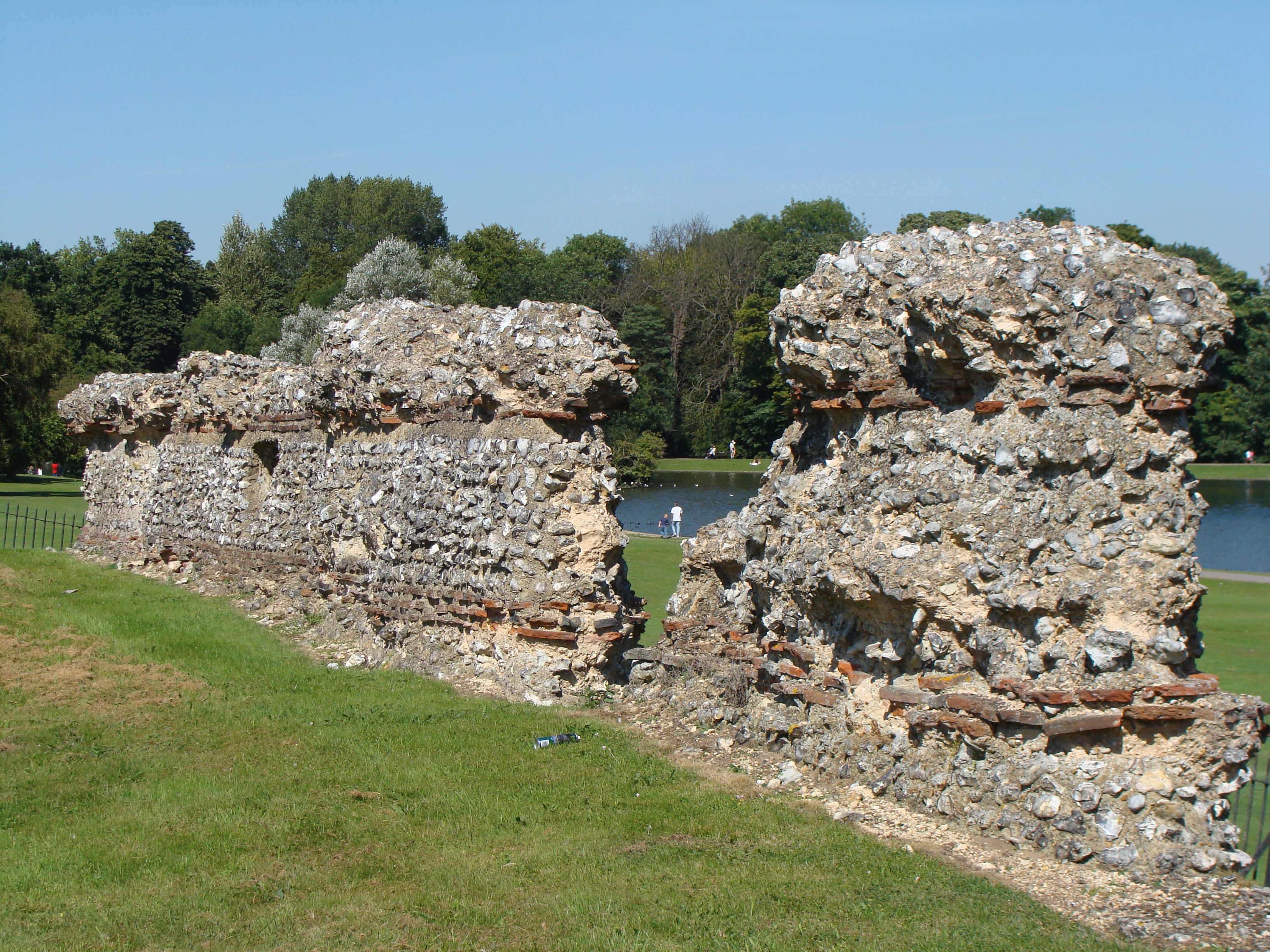
Fragment murów rzymskich w Verulamium

Po podbiciu Brytanii przez Rzymian w roku 43 n.e. miejscowość (znana wówczas jako Verulamium) stała się największym ośrodkiem rzymskim w Brytanii obok Londinium. Szacowana liczba mieszkańców w okresie rzymskim wynosi 15 tysięcy osób. Miasto uległo zniszczeniu podczas rewolty Boudiki w latach 60-61 n.e. Po odbudowaniu miało wiele wspaniałych domów, a w roku 275 zostało otoczone kamiennymi murami miejskimi.

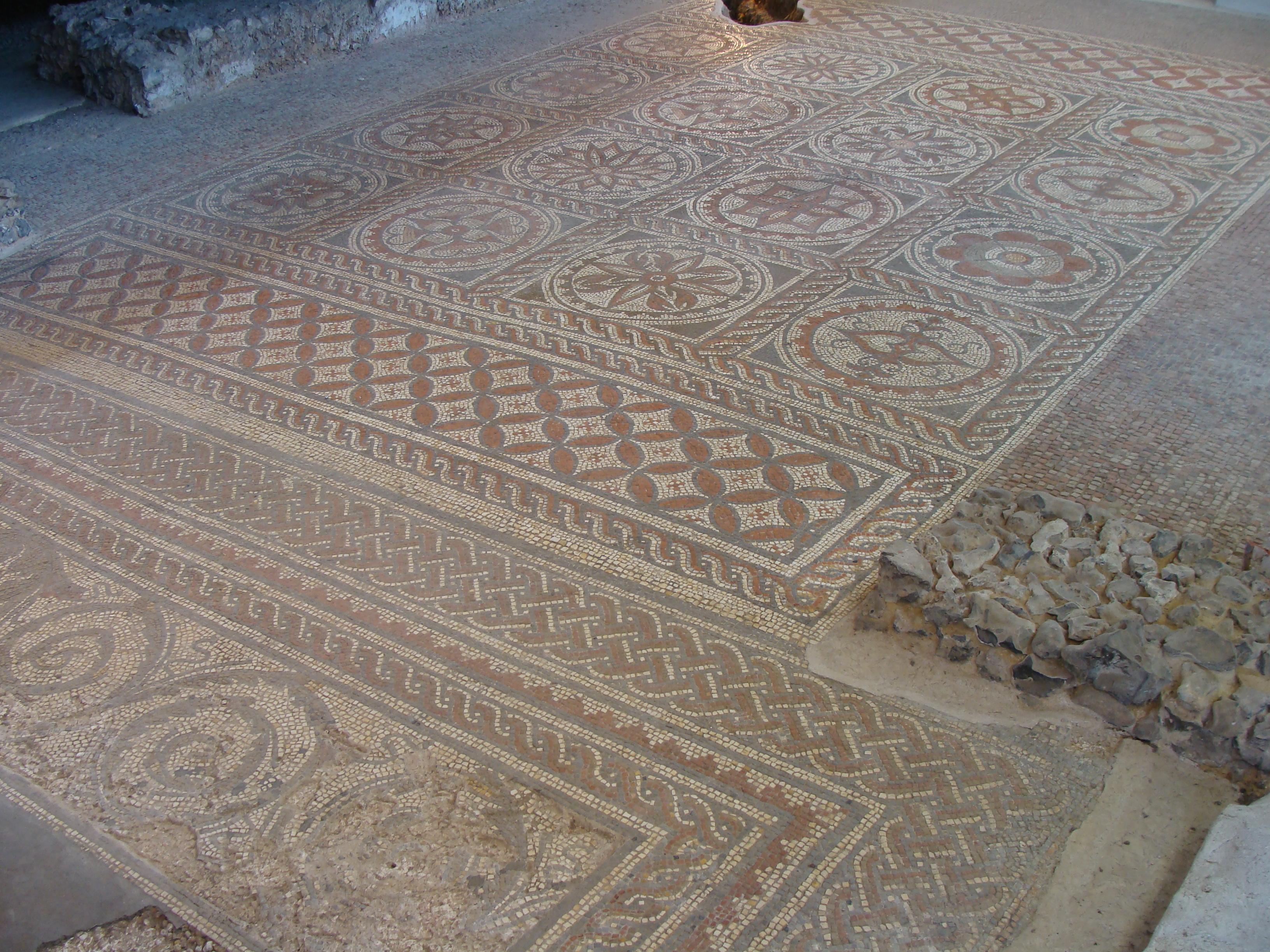
Mozaika rzymska w Verulamium

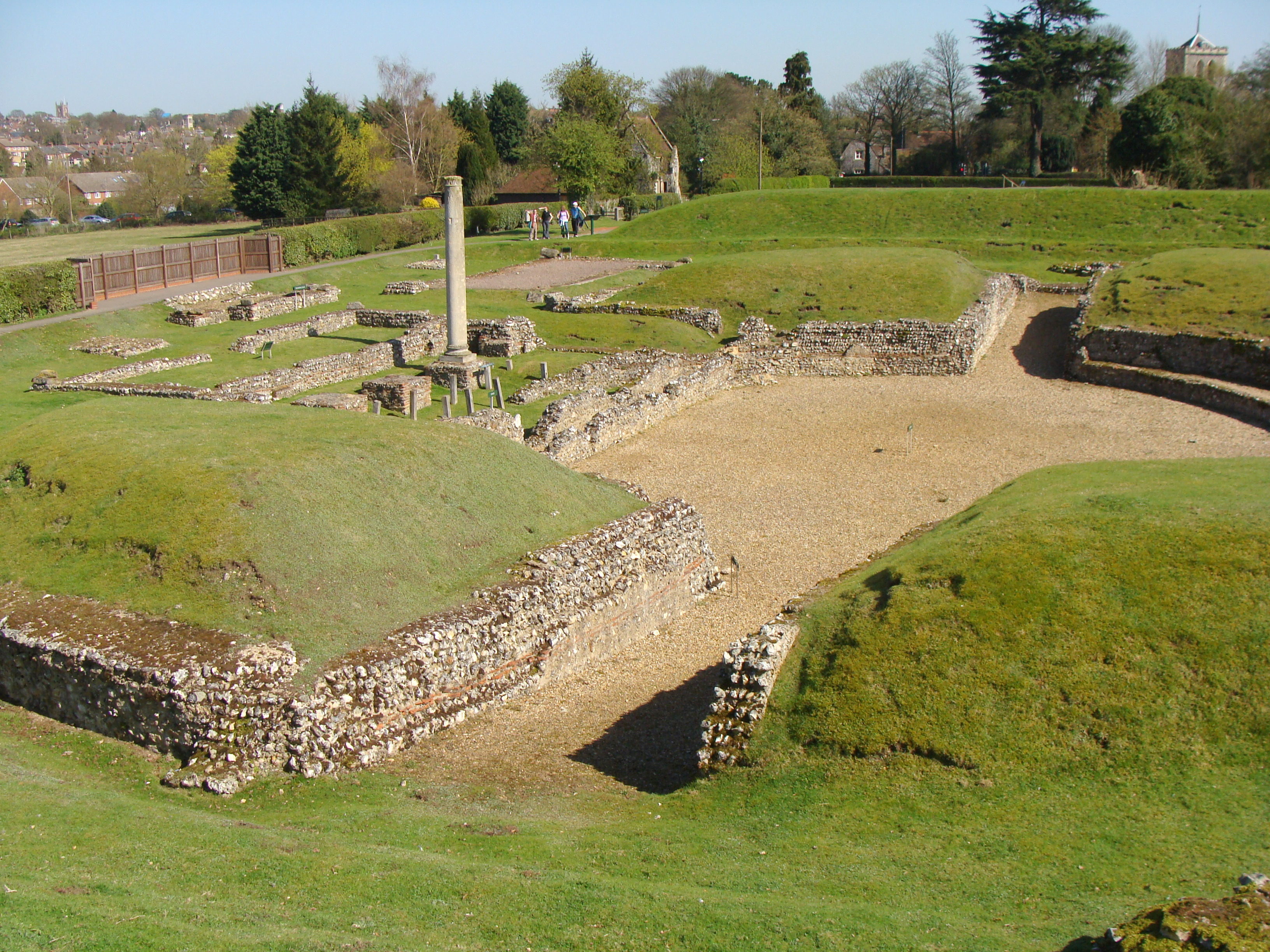
Ruiny teatru rzymskiego

Po odejściu armii rzymskiej w 410, miasto powoli zaczęło podupadać. Materiał budowlany ze zniszczonych budynków rzymskich wykorzystano do rozbudowy m.in. targu miejskiego i opactwa. Istniejąca do dziś wieża opactwa została wzniesiona (według tradycji) niedaleko miejsca egzekucji św. Albana (około roku 250, ale przyjmowane są też daty 209, 254, lub – data uznana za oficjalną – 304) z surowców pochodzących z Verulamium. Św. Alban jest najstarszym znanym brytyjskim męczennikiem chrześcijańskim i w związku z jego kultem trwała późniejsza rozbudowa miasta.

### St Albans

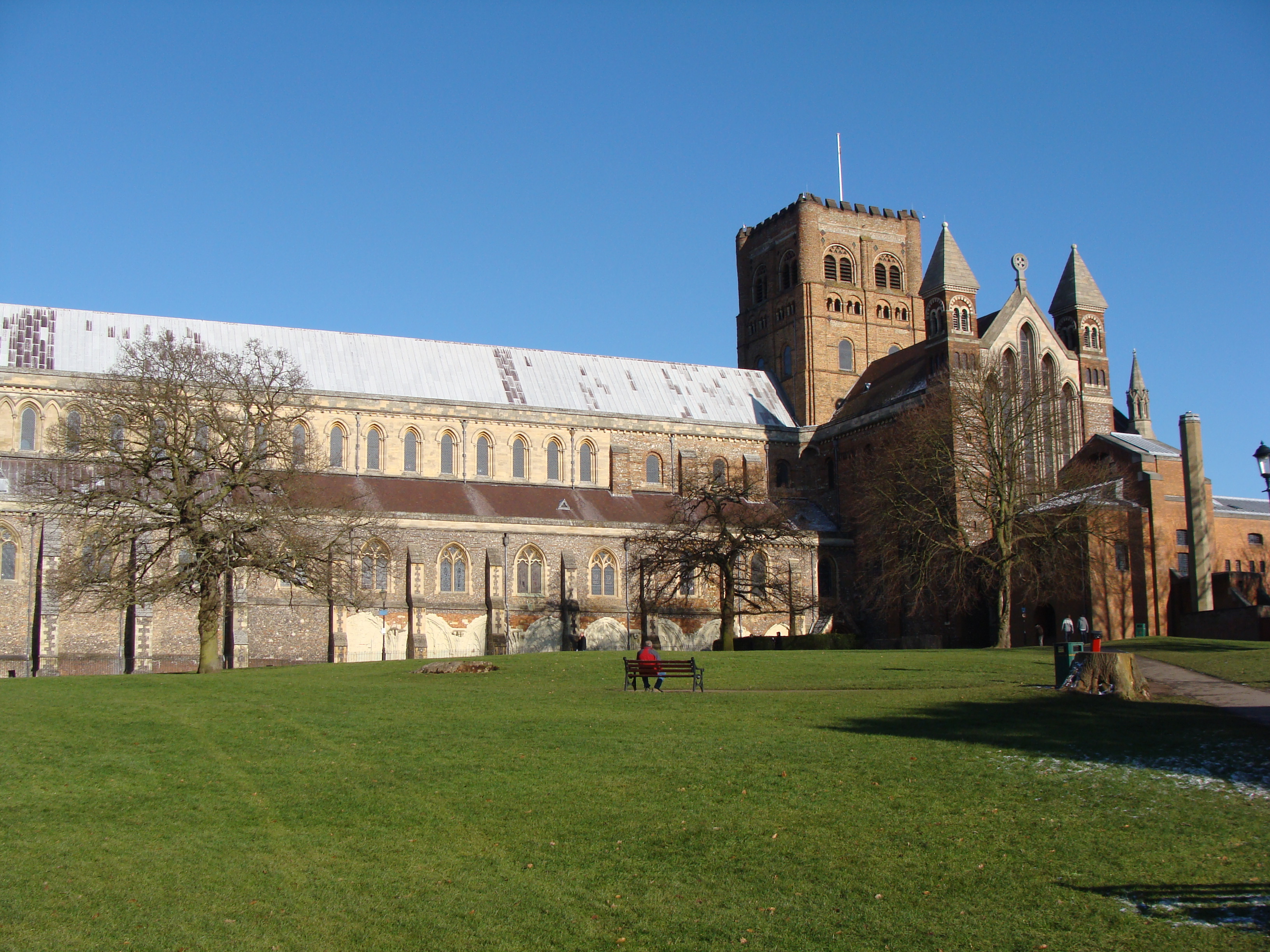
Katedra w St Albans

- W V wieku powstał w mieście pierwszy klasztor benedyktyński[24]. Kolejne opactwo powstało w roku 793 z inicjatywy Offy, króla Mercji. Osadnictwo rozrastało się wokół innego klasztoru benedyktyńskiego, założonego w latach 900-950 przez opata Ulsinusa (znanego także jako Wulsin). W 1077 Paul z Caen rozpoczął budowę opactwa, używając w tym celu materiału budowlanego z ruin rzymskiego miasta Verulamium[25].
- Jak podaje XIII-wieczny benedyktyński kronikarz Matthew Paris, opat Ulsinus (Wulsin) ufundował trzy kościoły w roku 948, ze względu na rosnącą liczbę pielgrzymów, przybywających oddać cześć św. Albanowi. Były to: kościół pw. św. Stefana, kościół pw. św. Piotra i kościół pw. św. Michała; zostały one zbudowane w równej odległości od opactwa. Opat Ulsinus w 948 założył także szkołę (St Albans School – mieszczącą się do dziś w bramie głównej opactwa)[26].
- Począwszy od X wieku w centrum miasta odbywa się targ.
- Z inicjatywy XIV opata Paula de Caen w roku 1077 rozpoczęto budowę kościoła przy opactwie (dzisiejsza katedra), która zakończyła się w roku 1089. Kościół miał ponad 105-metrową wieżę (350 stóp) i siedem apsyd[27].
- Geoffrey de Gorham w roku 1140 założył klasztor żeński nieopodal miasta – Sopwell Priory[28].
- W roku 1154 opat St Albans został oficjalnie uznany głównym opatem Anglii.
- W roku 1190 John de Cella (znany także jako John of Wallingford) rozpoczął rozbudowę opactwa, którą ponawiano w latach 1257–1320, lecz z przyczyn finansowych nigdy nie ukończono zgodnie z planem.
- W roku 1213 w opactwie w St Albans powstał pierwszy szkic Magna Carta[29].
- W roku 1290 przez centrum miasta przeszedł orszak pogrzebowy Eleonory kastylijskiej, a na placu targowym przy wieży zegarowej umieszczono jeden z dwunastu krzyży Eleonory wart 100 funtów. Krzyż został zniszczony i usunięty w roku 1701[30].
- 22 maja 1455 St Albans było miejscem pierwszego starcia w wojnie Dwóch Róż[31].
- II bitwa pod St Albans miała miejsce 12 lutego 1461[32][31] i była najkrwawszą bitwą owej wojny – zginęło ok. 6000 osób.[33]
- W roku 1553 miasto otrzymało od króla prawo (Royal Charter) na prowadzenie targu miejskiego[34].
- Rozwój infrastruktury w XVIII i XIX wieku (m.in. utworzenie dróg, budowa linii kolejowej łączącej St Albans z Londynem w 1868) pomogła miastu w rozwoju handlu[22].
- W 1877 zostały potwierdzone prawa miejskie St Albans, a kościół pw. św. Albana uzyskał status katedry[35].

## Kultura i rozrywka

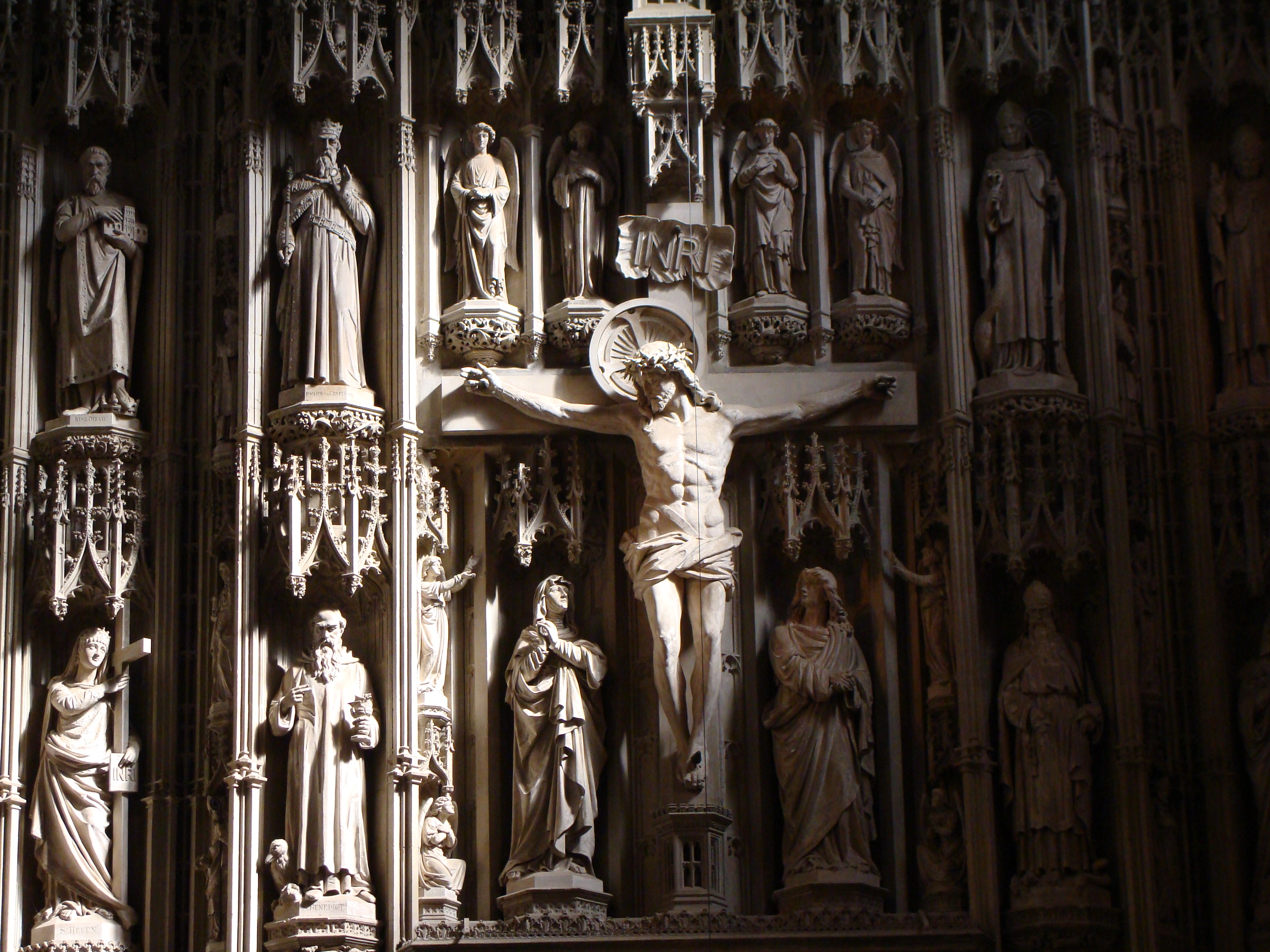
Fragment ołtarza w katedrze pw. św. Albana

St Albans nie posiada kina; ostatnie, znane pod nazwą Odeon, zostało zamknięte w 1995 roku i sprzedane w roku 2008. Obecnie James Hannaway przy wsparciu mieszkańców (ponad milion funtów dotacji) zamierza odnowić kino w stylu art déco. Nowe kino będzie nosiło nazwę The Odyssey na cześć filmu Stanleya Kubricka (związanego z miastem reżysera). Filmy wyświetlane są w St Albans Arena oraz pobliskich miejscowościach (Welwyn Garden City, Berkhamsted, Garston i Hatfield).
Przedstawienia teatralne można oglądać w Maltings Art Theatre, Trestle Arts Base, Alban Arena, Abbey Theatre, Sandpit Theatre, Watford Palace Theatre, Radlett Centre.
W mieście znajduje się kilka muzeów: Verulamium Museum (w parku Verulamium), Museum of St Albans (Hatfield Road), Clock Tower (wieża zegarowa w centrum miasta), Sopwell Nunnery (ruiny dworku zbudowanego w miejscu średniowiecznego klasztoru) oraz ruiny teatru rzymskiego (przy St Michael’s Street).
Koncerty organowe organizowane są w The St Albans Organ Theatre, gdzie znajduje się także muzeum organów (tzw. organów kinowych – ang. theatre organ, niem. Kinoorgel).

## Główne atrakcje turystyczne

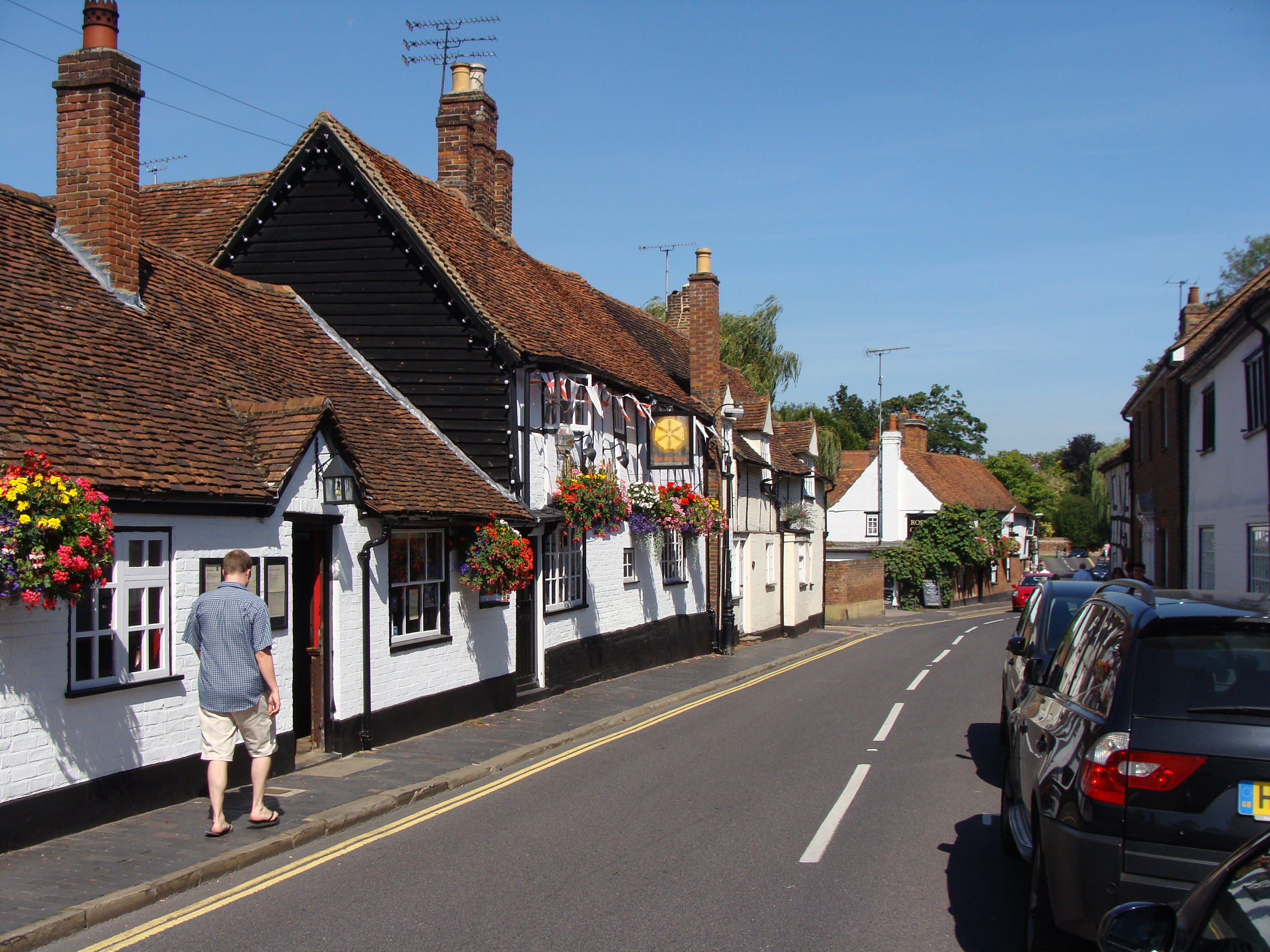
ul. św. Michała

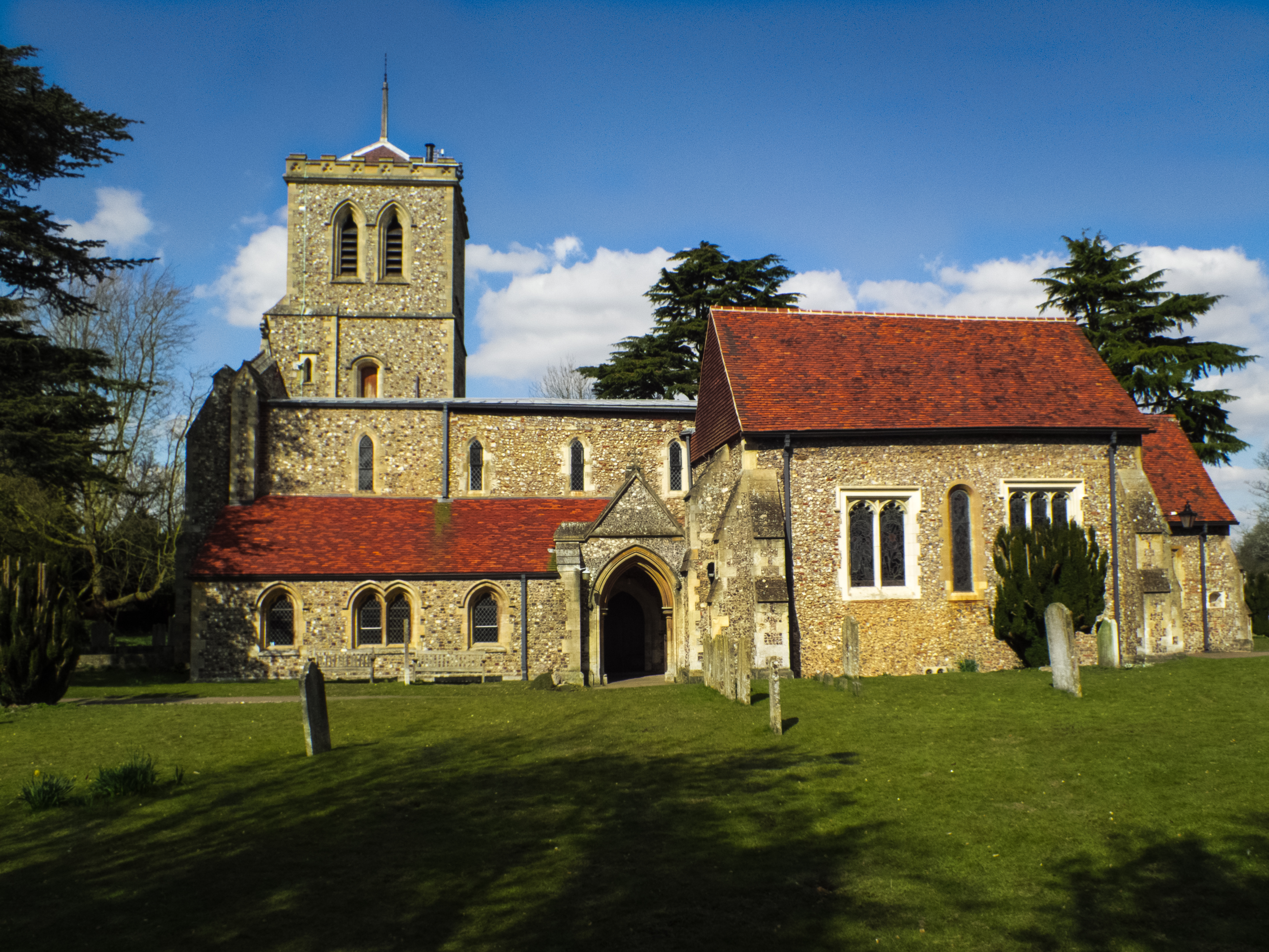
Kościół pw. św. Michała.

Park Verulamium (park jest pod opieką konserwatorską, zajmuje obszar dawnego rzymskiego miasta Verulamium):
- Ruiny teatru rzymskiego;
- Mozaikowa posadzka rzymskiego domu z zachowanym hypocaustum[40].
- Fragment kamiennego muru rzymskiego.
- Verulamium Museum – prezentacja rzymskiej przeszłości miasta, m.in. rekonstrukcje wnętrz rzymskich domów i mozaiki[40].
- Główna brama opactwa (dziś St Albans School).

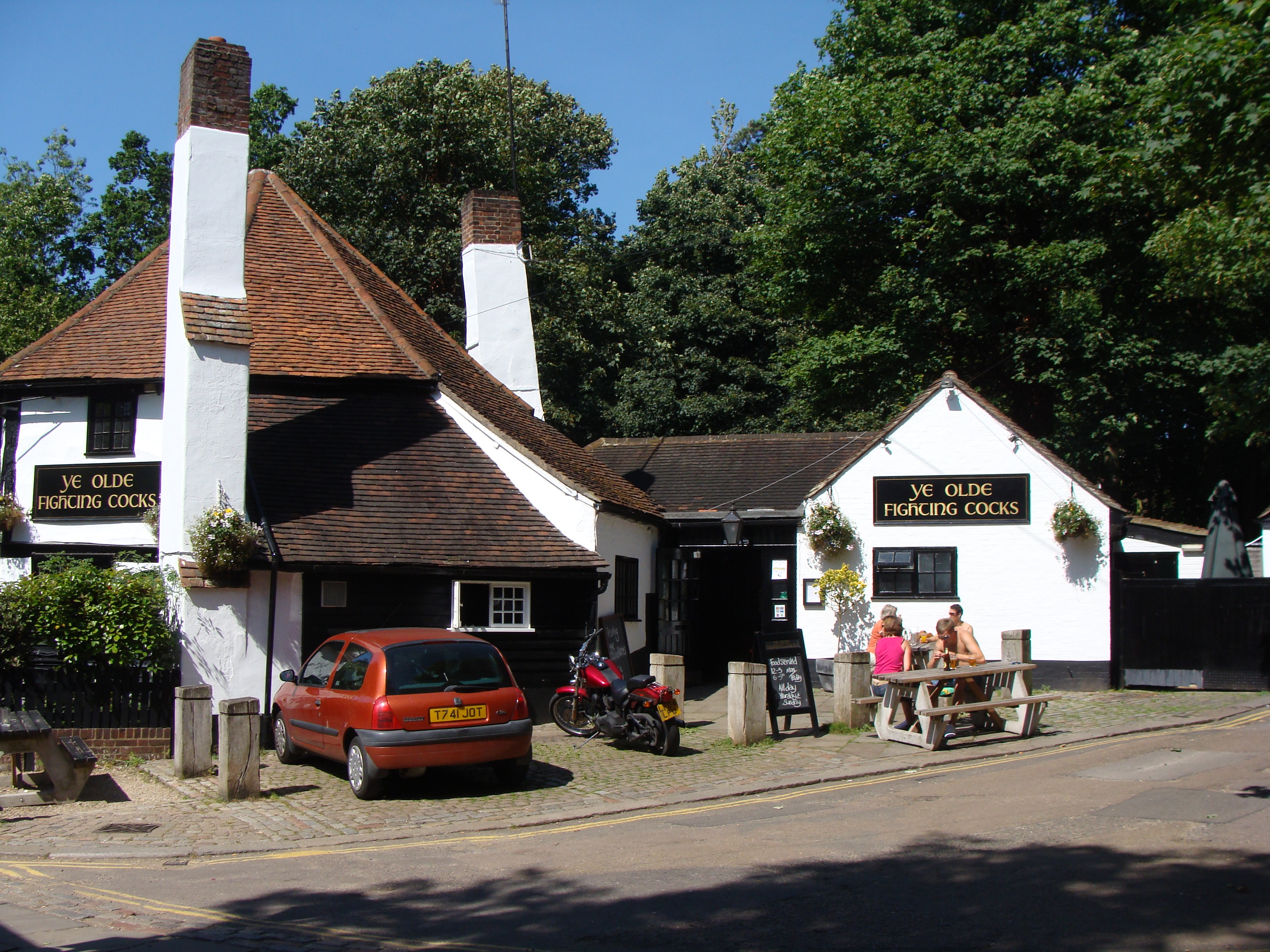
Ye Olde Fighting Cocks – najstarszy pub w Wielkiej Brytanii

- Ye Olde Fighting Cocks – najstarszy pub w Anglii[42].
- Jezioro (ang. The Lake) – siedlisko ptactwa wodnego (m.in. czapla siwa).
- Teatr rzymski – wybudowany ok. 140 n.e. z miejscami dla 2000 widzów, jedyny widoczny przykład w Wielkiej Brytanii[43].
- Katedra pw. św. Albana na Holywell Hill.
- Wieża zegarowa z początku XV wieku[40] – jedna z niewielu w Anglii średniowieczna wieża z zegarem[40], w czasie wojen napoleońskich używana jako część systemu wczesnego ostrzegania za pomocą luster (najbliższa wieża znajdowała się w Yarmouth, ok. 8 km od St Albans)[40].
- Sopwell – ruiny XVI-wiecznego dworku wybudowanego w miejscu średniowiecznego klasztoru żeńskiego. Według legendy w klasztorze przebywała Anna Boleyn zanim poślubiła Henryka VIII[44].
- W środy i w soboty odbywa się (od X wieku) najstarszy targ w Anglii (centrum miasta, ulice: St Peter's oraz Market Place).
- Miasto przecinają liczne szlaki rowerowe, łączące pobliskie miejscowości (np. „Albans Way” do Hatfield – dawna linia kolejowa przekształcona w szlak rowerowy).
- Przez miasto i w jego okolicach przebiegają szlaki piesze (m.in. „The River Ver”, „The Moors”, „Verulamium, „The Common”)[45][46][47][48][49].

## Transport

### Kolej

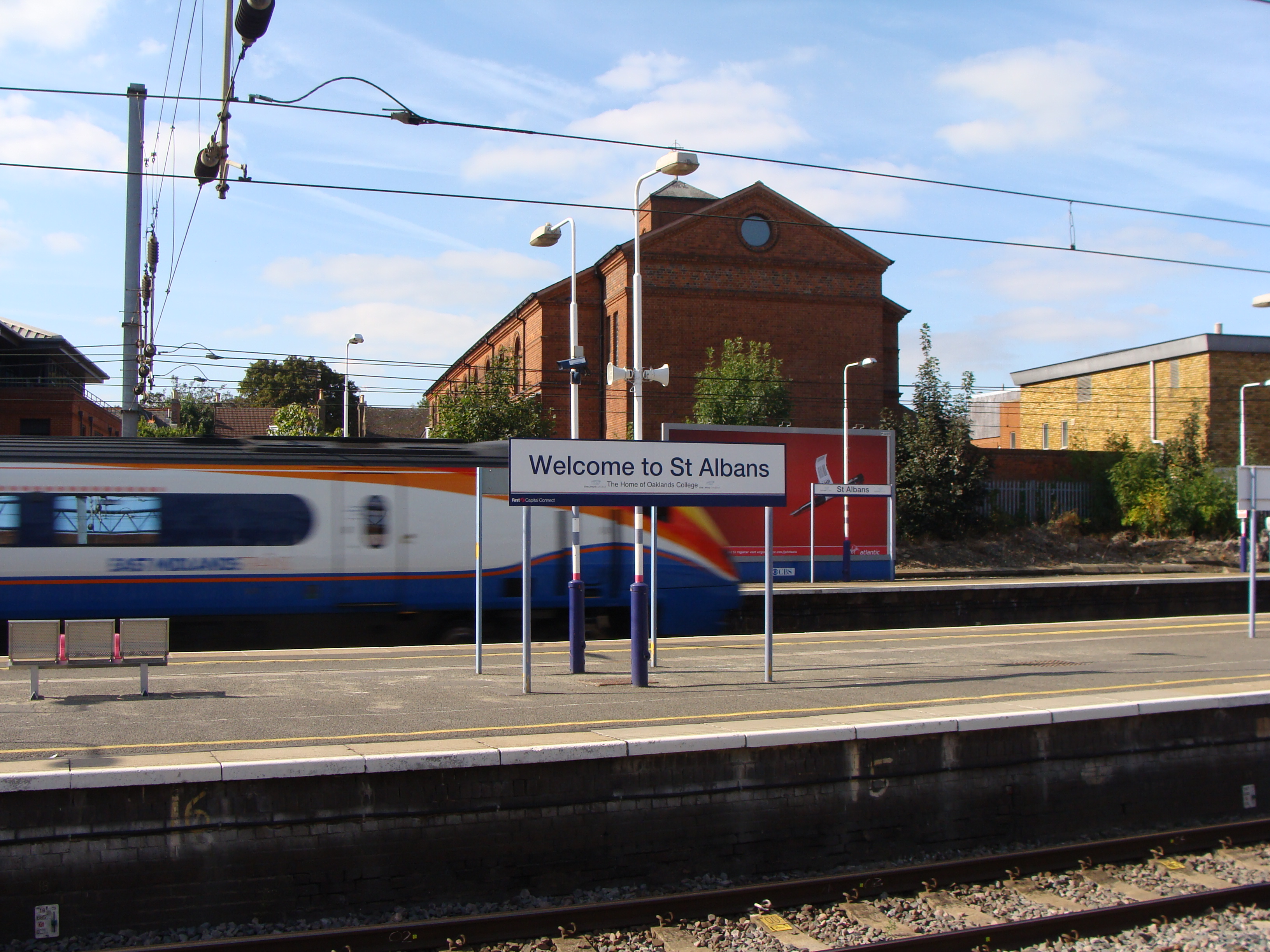
Stacja kolejowa St Albans City. Widok z peronu 1.

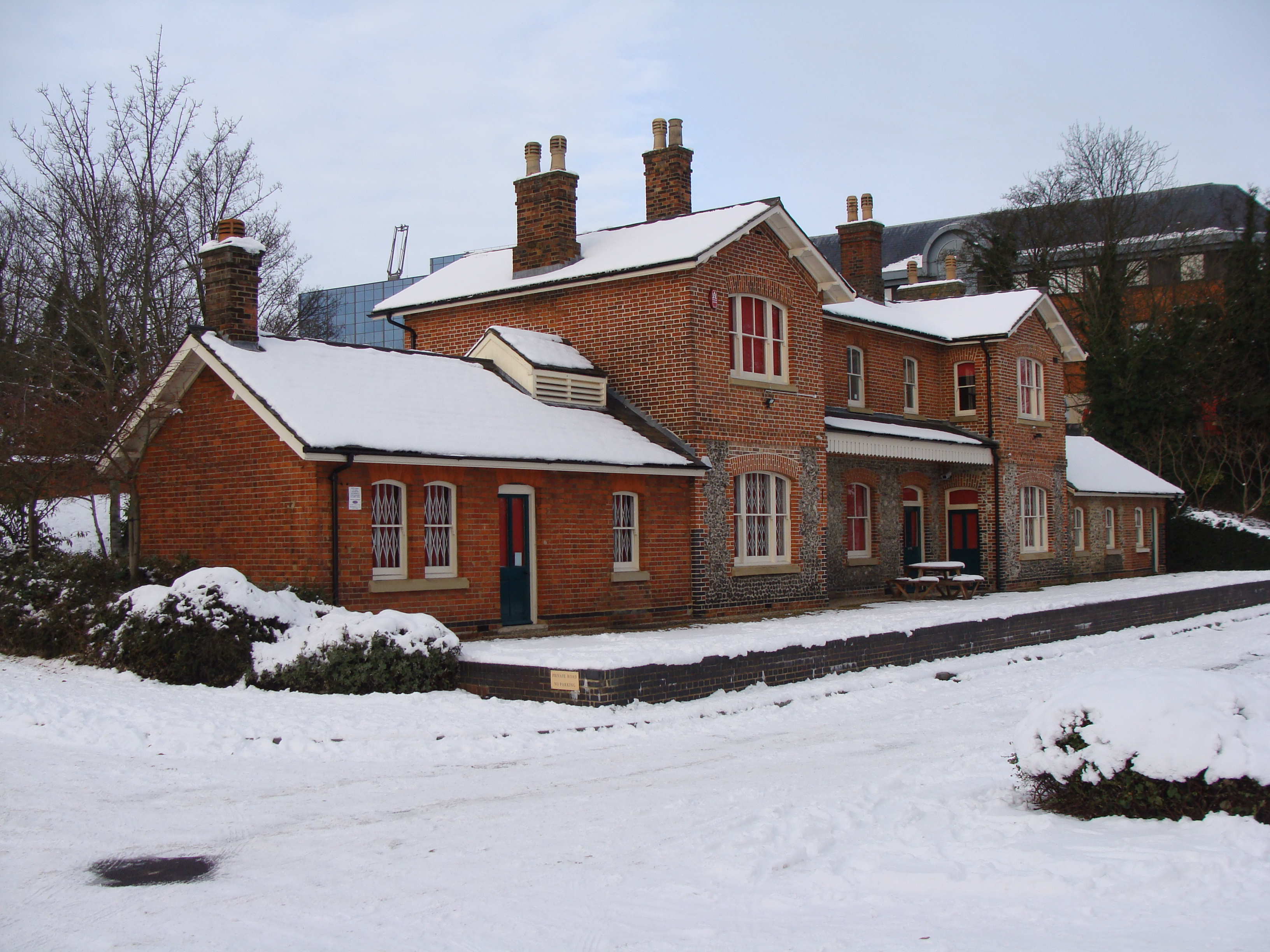
Stara stacja kolejowa przy nieistniejącej już linii kolejowej łączącej St Albans Abbey z Hatfield.

W mieście znajdują się dwie czynne stacje kolejowe:
- St Albans City – bezpośrednie połączenia (przez Londyn St Pancras International/King’s Cross):
  - Bedford – Brighton
  - Bedford – Sevenoaks
  - Bedford – Sutton
  - Bedford – Rochester.

Stacja obsługiwana jest przez First Capital Connect. Stacja St Albans City zapewnia połączenia z lotniskami w Luton (kierunek Bedford) i Gatwick (kierunek Brighton).
- St Albans Abbey – połączenie z Watford Junction, znane jako Abbey Line, obsługiwane jest przez London Midland[51].
- Stara stacja kolejowa (zw. old rail station) została zamknięta, a torowisko łączące St Albans z Hatfield przekształcono w drogę rowerową NCN 61.

### Komunikacja autobusowa
Komunikację autobusową (lokalnie i międzymiastowo) zapewnia kilka prywatnych przedsiębiorstw transportowych.
Głównymi przystankami w mieście są:
- St Peter's Street
- stacja kolejowa St Albans City[52].

Linie autobusowe zapewniają połączenia z lotniskami w Luton, Gatwick i Heathrow.

### Tramwaje
Do 2012 zostanie przeprowadzona modernizacja Abbey Line z St Albans Abbey do Watford Junction. Pociągi zostaną zastąpione tramwajami i uruchomione zostaną dodatkowe kursy (2-3 na godzinę), co pozwoli na przewóz 450 000 pasażerów rocznie. Hrabstwo Hertfordshire, po przejęciu trasy, będzie dzierżawić linię jednej z czterech startujących w przetargu firm przez 22 lata. Projekt został przesłany Ministerstwu Transportu i czeka na zaakceptowanie.
Planowane jest także przedłużenie przyszłej linii tramwajowej do centrum miasta oraz do Hatfield.

### Drogi rowerowe

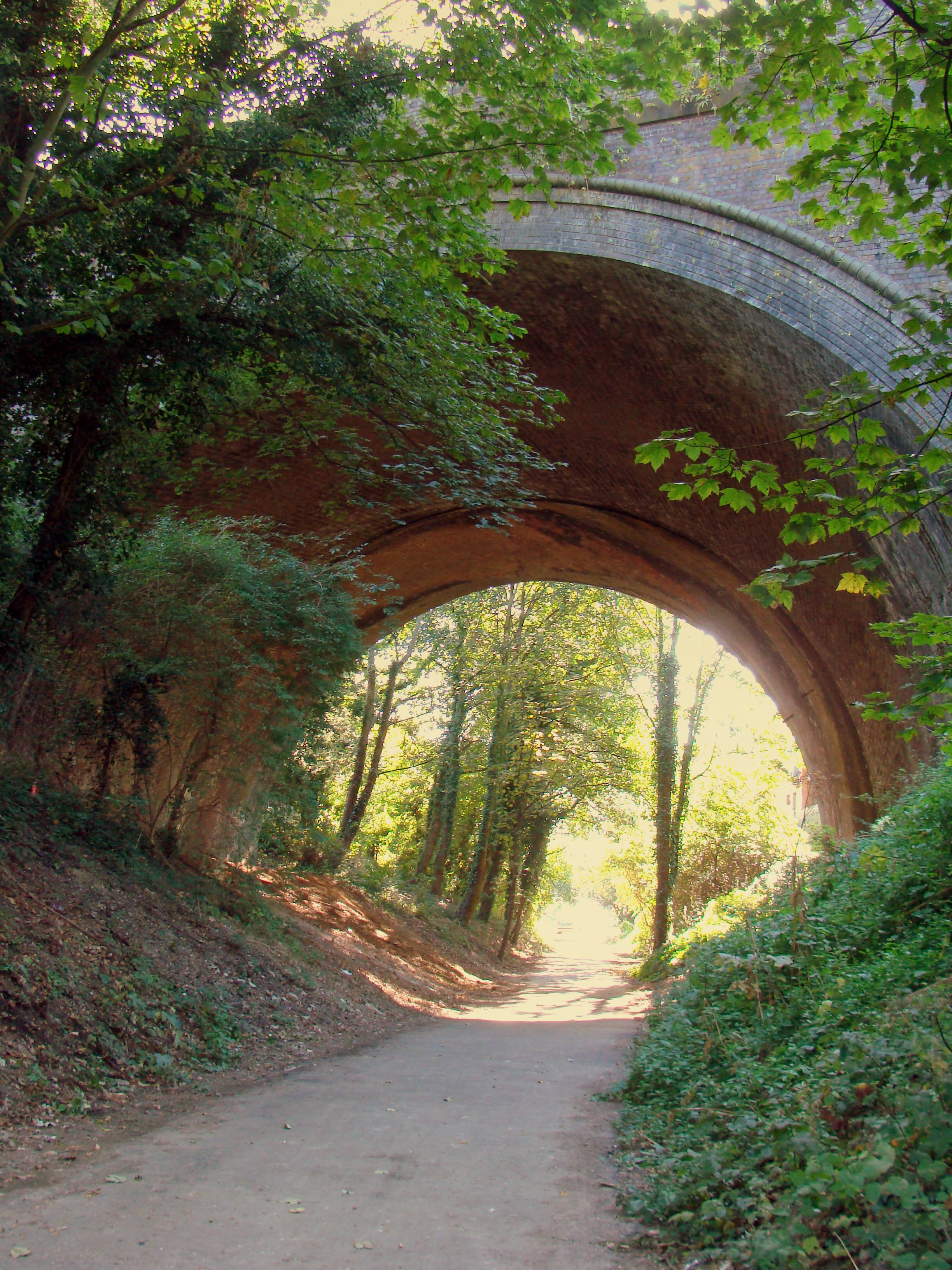
Wiadukt Midland Railway (otwarty w 1868) ponad Great Northern Line, zamkniętą w 1964 – obecnie drogą rowerową NCN 61

Przez St Albans przebiegają dwie krajowe drogi rowerowe (należące do systemu National Cycle Network):
- NCN 6 – docelowo łącząca Londyn z Keswick w Kumbrii. Trasa przebiega przez Watford, Luton, Milton Keynes, Northampton, Market Harborough, Leicester, Derby, Nottingham, Worksop, Sheffield, Manchester, Blackburn, Preston, Lancaster, Kendal i Windermere[56].
- NCN 61 – docelowo łącząca Maidenhead z Rye House Station. Trasa przebiega przez Uxbridge, Rickmansworth, Watford, St Albans, Hatfield, Welwyn Garden City, Hertford i Ware[57]. Część trasy między St Albans i Hatfield (wolna od ruchu samochodowego) znana jest jako The Alban Way[58]. Droga nr 61 częściowo pokrywa się z trasą nr 6 (między Watford i St Albans) oraz trasą nr 12 (między Hatfield i Welwyn Garden City)[57].

Drogi rowerowe są oznakowane i ogólnodostępne są darmowe szczegółowe mapy.

## Szkolnictwo

### Szkoły średnie
Państwowe
- Beaumont School[60]
- Francis Bacon Maths & Computing College[61]
- Loreto College, St Albans (rzymskokatolicka dla dziewcząt)[62]
- Marlborough School[63]
- Nicholas Breakspear Catholic School (rzymskokatolicka)[64]
- Sandringham School[65]
- St Albans Girls’ School (dla dziewcząt)[66]
- Townsend Church of England School (Kościół Anglii)[67]
- Verulam School (dla chłopców)[68]

Niepaństwowe
- St Albans School (dla chłopców w wieku 11-18 lat i dziewcząt w wieku 16-18 lat)[69]
- St Albans High School for Girls (Kościół Anglii, dla dziewcząt)[70]
- St Columba's College (katolicka dla chłopców)[71]

### Szkoły wyższe
W St Albans znajduje się kampus Oaklands College oraz kampus Uniwersytetu Hertfordshire.

## Polonia
Stowarzyszenie Polaków.

## Związki partnerskie
Związki partnerskie miasta St Albans i inne związane z nim instytucje

### Miasta partnerskie
- Fano, Włochy
- Nevers, Francja
- Nieuwleusen, Niderlandy
- Nyíregyháza, Węgry
- Odense, Dania
- Wormacja, Niemcy

### Inne związki miasta
- Srihotto, Bangladesz
- HMS St Albans

## Osoby związane z miastem
- św. Alban (?-22 czerwca ok. 324) – chrześcijański męczennik, stracony przez Rzymian
- Francis Bacon (1561–1626), filozof, naukowiec, I wicehrabia St Albans
- Nicholas Breakspear (ok. 1100–1159), później jako papież Hadrian IV, urodzony w Abbots Langley, uczęszczał do szkoły w St Albans
- Cheryl Campbell (ur. 1949), aktor
- Ryszard z Wallingford (1292–1336), opat katedry w St Albans matematyk, horolog, astronom
- Ralph Chubb (1892–1960), litograf
- Sarah Churchill, książna Marlborough (1660–1744), żona Johna Churchilla, pierwszego księcia Marlborough
- Siobhán Fahey (ur. 1957), piosenkarka z zespołów Bananarama oraz Shakespears Sister, uczęszczała do Loreto College
- Stephen Hawking (ur. 1942), fizyk, uczęszczał do St Albans School
- Christopher Herbert (ur. 1944), IX biskup St Albans (1995–2009)
- Benny Hill (1924–1992), komik, mieszkał w St Albans
- Stanley Kubrick (1928–1999), filmowiec, mieszkał w Childwickbury Manor
- Mike Newell (ur. 1942), reżyser filmowy (m.in. filmy o Harrym Potterze), mieszkał w St Albans, uczęszczał do St Albans School
- Matthew Paris (ok. 1200–1259), benedyktyn, kronikarz
- Robert Runcie (1921–2000), biskup St Albans 1970–1980, arcybiskup Canterbury 1980–1991
- George Gilbert Scott (1811–1878), przebudował katedrę w St Albans (1856–1877)
- Wulsin (Ulsinus) (X wiek), opat, założyciel (948) St Albans School, fundator kościoła pw. św. Michała, kościoła pw. św. Piotra oraz kościoła pw. św. Stefana